# جون مارتن (عالم محيطات)
جون مارتن (بالإنجليزية: John Martin) هو عالم محيطات أمريكي، ولد في 27 فبراير 1935 في أولد لايم في الولايات المتحدة، وتوفي في 18 يونيو 1993 بسبب سرطان البروستاتا.